# Kosî, Cernivți
Kosî (în ucraineană Коси) este un sat în comuna Lozove din raionul Cernivți, regiunea Vinnița, Ucraina.

## Demografie
Componența lingvistică a localității Kosî
     Ucraineană (96,17%)
     Rusă (3,35%)
     Alte limbi (0,48%)
Conform recensământului din 2001, majoritatea populației localității Kosî era vorbitoare de ucraineană (96,17%), existând în minoritate și vorbitori de rusă (3,35%).